# Absconditabacterales
Absconditabacterales es un orden candidato de bacterias recientemente propuesto, previamente conocido como SR1. Mediante estudios genómicos se ha encontrado que la abundancia relativa de los miembros de este orden aumenta con la aparición de sulfuro en el agua subterránea, un patrón compartido con un miembro de la clase Tenericutes. También se ha encontrado a estas bacterias formando parte de la biota humana, con especial abundancia en casos de periodontitis. Este orden forma parte del grupo CPR o Minisyncoccota, una extensa línea filogenética de bacterias recientemente descubierta.